# Richtlinie 95/16/EG über Aufzüge
Die Richtlinie 95/16/EG des Europäischen Parlaments und des Rates vom 29. Juni 1995 über Aufzüge ist ein zentraler Rechtsakt der Europäischen Union, der darauf abzielt, die Sicherheitsstandards für Aufzugsanlagen innerhalb des europäischen Binnenmarktes zu harmonisieren. Diese Richtlinie, auch bekannt als Aufzugsrichtlinie, wurde entwickelt, um den freien Warenverkehr im Bereich der Aufzüge und deren Sicherheitsbauteile zu erleichtern und ein hohes Sicherheitsniveau für Benutzer und Wartungspersonal zu gewährleisten. Die Richtlinie wurde am 19. April 2016 durch die Richtlinie 2014/33/EU über Aufzüge und Sicherheitsbauteile für Aufzüge ersetzt.

## Hintergrund, Einführung und Ziele
Vor der Einführung der Richtlinie 95/16/EG existierten in den Mitgliedstaaten der Europäischen Union (EU) unterschiedliche nationale Vorschriften und Standards für die Sicherheit von Aufzügen. Diese Unterschiede stellten ein Hindernis für den freien Warenverkehr dar und führten zu einem ungleichen Schutzniveau für die Benutzer von Aufzugsanlagen innerhalb der EU. Die Notwendigkeit einer Harmonisierung der Sicherheitsstandards wurde erkannt, um sowohl den freien Warenverkehr als auch ein hohes Sicherheitsniveau zu gewährleisten.
Die Richtlinie 95/16/EG wurde auf der Grundlage des Artikels 100a des Vertrags zur Gründung der Europäischen Gemeinschaft erlassen. Sie trat am 1. Juli 1999 in Kraft und ersetzte die vorherigen Richtlinien 84/528/EWG und 84/529/EWG, die sich auf Hebezeuge und Fördergeräte bzw. auf elektrisch, hydraulisch oder öl-elektrisch betriebene Aufzüge bezogen. Die Richtlinie 95/16/EG legte einen neuen rechtlichen Rahmen fest, der sowohl die Anforderungen an Sicherheit und Funktion von Aufzügen als auch die Konformitätsbewertungsverfahren umfasste.
Durch die Festlegung gemeinsamer Sicherheits- und Funktionsanforderungen für Aufzüge und Sicherheitsbauteile in allen Mitgliedstaaten der EU soll ein hohes Schutzniveau für Benutzer und Wartungspersonal erreicht werden. Die Richtlinie zielt darauf ab, technische Handelshemmnisse zu beseitigen, indem sie sicherstellt, dass Aufzüge und Sicherheitsbauteile, die den Anforderungen der Richtlinie entsprechen, frei innerhalb des EU-Binnenmarktes gehandelt werden können. Die Richtlinie führt Verfahren ein, die Hersteller durchlaufen müssen, um nachzuweisen, dass ihre Produkte den festgelegten Anforderungen entsprechen. Dies umfasst die CE-Kennzeichnung, die die Konformität mit der Richtlinie signalisiert. Im Falle von Sicherheitsbedenken bezüglich eines Produkts, das den Anforderungen der Richtlinie entspricht, ermöglicht die Richtlinie den Mitgliedstaaten, Maßnahmen zu ergreifen, um den Schutz der Gesundheit und Sicherheit der Benutzer zu gewährleisten.
Die Richtlinie 95/16/EG stellt somit einen wesentlichen Schritt in der Entwicklung eines harmonisierten Rechtsrahmens für die Sicherheit von Aufzugsanlagen in der EU dar. Sie bildet die Grundlage für die spätere Richtlinie 2014/33/EU, die die Anforderungen und Verfahren weiter präzisiert und aktualisiert.

## Anwendungsbereich
Die Richtlinie 95/16/EG zielt darauf ab, ein hohes Sicherheitsniveau für Aufzüge innerhalb der EU zu gewährleisten. Sie soll den freien Warenverkehr von Aufzügen und Sicherheitsbauteilen innerhalb des europäischen Binnenmarktes erleichtern, indem sie technische Hindernisse beseitigt, die durch unterschiedliche nationale Vorschriften entstehen könnten.
Die Richtlinie gilt für Aufzüge, die in Gebäuden oder Bauwerken dauerhaft installiert sind. Sie umfasst Aufzüge, die Personen, Lasten oder beides zwischen festgelegten Ebenen transportieren. Dies schließt sowohl Personenaufzüge als auch Lastenaufzüge ein, die in einer Vielzahl von Umgebungen eingesetzt werden können, von Wohngebäuden bis hin zu industriellen Anlagen.
Nicht alle Aufzugsarten fallen unter die Richtlinie 95/16/EG. Ausgenommen sind beispielsweise Bauaufzüge, Seilbahnen, die dem Personenverkehr dienen, Schrägaufzüge, Fahrtreppen und Fahrsteige. Diese Ausnahmen sind wichtig, da sie sicherstellen, dass die Richtlinie sich auf Aufzüge konzentriert, die eine dauerhafte und wesentliche Rolle im täglichen Verkehr von Personen und Gütern innerhalb von Gebäuden spielen.
Ein wesentlicher Aspekt des Anwendungsbereichs der Richtlinie ist die Einbeziehung von Sicherheitsbauteilen für Aufzüge. Diese Bauteile, die speziell für die Sicherheit und das ordnungsgemäße Funktionieren von Aufzügen konzipiert sind, müssen ebenfalls den Anforderungen der Richtlinie entsprechen. Dazu gehören beispielsweise Geschwindigkeitsbegrenzer, Fangvorrichtungen, Puffer und Türverriegelungssysteme.

## Wesentliche Anforderungen
Die Richtlinie fordert, dass Aufzüge so konstruiert und installiert werden, dass sie sicher betrieben werden können. Dies umfasst die mechanische und elektrische Sicherheit sowie den Brandschutz. Aufzüge müssen so gestaltet sein, dass Risiken einer Verletzung oder Gesundheitsschädigung sowohl bei normaler Nutzung als auch bei möglichen Störungen minimiert werden. Dazu gehört auch der Schutz vor Gefahren, die von der elektrischen Ausrüstung ausgehen, sowie Maßnahmen zur Verhinderung von Unfällen, die durch freien Fall oder unkontrolliertes Hochfahren des Aufzugskorbs entstehen könnten.
Sicherheitsbauteile, die in Aufzügen verwendet werden, müssen spezifischen Anforderungen entsprechen, um die Integrität des Gesamtsystems zu gewährleisten. Dazu zählen unter anderem Fangvorrichtungen, Geschwindigkeitsbegrenzer, Puffer und Türverriegelungssysteme. Diese Komponenten müssen so beschaffen sein, dass sie im Falle eines technischen Versagens eine zusätzliche Sicherheitsebene bieten und so Personen- und Sachschäden verhindern.
Die Richtlinie stellt auch Anforderungen an die Zugänglichkeit von Aufzügen, insbesondere für Personen mit eingeschränkter Mobilität. Dies beinhaltet die Bereitstellung von ausreichendem Platz innerhalb des Aufzugskorbs, die Anordnung von Bedienelementen, die auch für Rollstuhlfahrer erreichbar sind, und visuelle sowie akustische Signale, die den Betriebszustand des Aufzugs anzeigen.
Ein weiterer wichtiger Aspekt der Richtlinie ist die Forderung nach angemessenen Notfallmaßnahmen. Aufzüge müssen mit einem Notrufsystem ausgestattet sein, das es den Benutzern ermöglicht, im Falle eines Ausfalls oder einer anderen Notsituation Hilfe zu rufen. Zudem müssen Vorkehrungen für eine sichere Evakuierung im Notfall getroffen werden, einschließlich der Möglichkeit, den Aufzug bei Stromausfall sicher zu betreiben oder zu evakuieren.
Um die Einhaltung dieser wesentlichen Anforderungen zu gewährleisten, müssen Hersteller ein Konformitätsbewertungsverfahren durchführen. Dieses Verfahren beinhaltet die Prüfung der Aufzüge und Sicherheitsbauteile durch eine benannte Stelle, um sicherzustellen, dass sie den festgelegten Sicherheitsanforderungen entsprechen. Nach erfolgreichem Abschluss des Verfahrens darf das CE-Kennzeichen angebracht werden, das die Konformität mit der Richtlinie anzeigt.

## Konformitätsbewertungsverfahren
Das Ziel des Konformitätsbewertungsverfahrens ist es, ein hohes Schutzniveau für die Sicherheit und Gesundheit von Aufzugsnutzern und Wartungspersonal zu gewährleisten. Durch die Überprüfung der Übereinstimmung mit den Anforderungen der Richtlinie soll sichergestellt werden, dass Aufzüge und Sicherheitsbauteile sicher konstruiert und hergestellt sind und bei ordnungsgemäßer Installation und Wartung keine Gefahr darstellen.
Das Konformitätsbewertungsverfahren umfasst mehrere Schritte, die von der Art des Produkts und dem Risikoprofil abhängen. Generell beinhaltet das Verfahren die Bewertung der technischen Unterlagen, die Prüfung des Produktdesigns (Typenprüfung), die Überprüfung der Fertigungsprozesse sowie die Prüfung der fertigen Produkte.
- Technische Dokumentation: Hersteller müssen eine technische Dokumentation erstellen, die detaillierte Informationen über das Design, die Herstellung und den Betrieb des Produkts enthält. Diese Dokumentation muss ausreichend Informationen bereitstellen, um die Konformität mit den wesentlichen Anforderungen nachzuweisen.
- Typprüfung: Eine benannte Stelle führt eine Bewertung des Produktentwurfs durch, um sicherzustellen, dass der Prototyp den Anforderungen der Richtlinie entspricht. Dies kann Tests, Inspektionen und technische Analysen umfassen.
- Überprüfung der Fertigungsprozesse: Die benannte Stelle kann auch die Fertigungsstätten inspizieren, um sicherzustellen, dass die Herstellungsprozesse konsistent Produkte erzeugen, die mit dem geprüften Typ übereinstimmen.
- Produktprüfung: In einigen Fällen kann eine Stichprobenprüfung der fertigen Produkte erforderlich sein, um ihre Konformität mit den festgelegten Anforderungen zu bestätigen.

Für die Durchführung der Konformitätsbewertung müssen Hersteller eine benannte Stelle in Anspruch nehmen. Benannte Stellen sind von den nationalen Behörden der Mitgliedstaaten autorisierte Organisationen, die befugt sind, Konformitätsbewertungsverfahren gemäß der Richtlinie durchzuführen. Ihre Aufgabe ist es, die Einhaltung der technischen Anforderungen unabhängig zu überprüfen und zu zertifizieren.
Nach erfolgreichem Abschluss des Konformitätsbewertungsverfahrens und der Bestätigung, dass das Produkt den Anforderungen der Richtlinie entspricht, wird das CE-Kennzeichen angebracht. Die CE-Kennzeichnung signalisiert die Konformität mit allen anwendbaren EU-Richtlinien und ermöglicht das Inverkehrbringen des Produkts im gesamten europäischen Binnenmarkt.

## Umsetzung und Überwachung
Die Mitgliedstaaten der Europäischen Union (EU) sind verpflichtet, die Bestimmungen der Richtlinie 95/16/EG in nationales Recht umzusetzen. Dies erfolgt durch die Verabschiedung nationaler Gesetze, Verordnungen oder administrativer Anweisungen, die die Vorgaben der Richtlinie in die jeweilige Rechtsordnung integrieren. Die Mitgliedstaaten müssen die Europäische Kommission über die Maßnahmen zur Umsetzung der Richtlinie informieren.
Beispiele für nationale Umsetzungsmaßnahmen sind in Deutschland die Aufzugsverordnung und in Österreich die Aufzüge-Sicherheitsverordnung 1996 und 2008. Diese nationalen Vorschriften müssen mit den Zielen und Anforderungen der Richtlinie in Einklang stehen.
Ein wichtiger Aspekt der Umsetzung ist die Anpassung der nationalen Vorschriften an technische Fortschritte. Die Richtlinie ermöglicht es, dass technische Spezifikationen aktualisiert werden können, um neue Sicherheitstechnologien und -praktiken zu berücksichtigen. Dies geschieht in der Regel durch die Annahme harmonisierter Normen, die von europäischen Normungsorganisationen entwickelt werden.
Jeder Mitgliedstaat muss eine oder mehrere nationale Behörden benennen, die für die Überwachung der Einhaltung der Richtlinie verantwortlich sind. Diese Behörden haben die Aufgabe, sicherzustellen, dass Aufzüge und ihre Sicherheitskomponenten, die auf dem Markt angeboten oder in Betrieb genommen werden, den Anforderungen der Richtlinie entsprechen. Sie führen Inspektionen und Überprüfungen durch und können Maßnahmen ergreifen, wenn Produkte nicht konform sind.
Die Marktüberwachung ist ein wesentlicher Bestandteil der Überwachungsstrategie. Sie umfasst die regelmäßige Überprüfung von Aufzügen und Sicherheitsbauteilen auf dem Markt, um sicherzustellen, dass diese Produkte weiterhin den Anforderungen entsprechen, die zum Zeitpunkt ihrer Zulassung galten. Die Marktüberwachungsbehörden können Tests und Inspektionen durchführen und müssen bei festgestellten Mängeln geeignete Maßnahmen ergreifen.
Die Richtlinie fördert auch die Kooperation zwischen den Mitgliedstaaten und der Europäischen Kommission, um die einheitliche Anwendung und Durchsetzung der Richtlinie zu gewährleisten. Dies umfasst den Austausch von Informationen über nicht konforme Produkte und bewährte Verfahren bei der Überwachung und Durchsetzung.
Die Mitgliedstaaten sind verpflichtet, Sanktionen für Verstöße gegen die nationalen Vorschriften festzulegen, die aus der Richtlinie abgeleitet wurden. Diese Sanktionen müssen wirksam, verhältnismäßig und abschreckend sein, um eine hohe Einhaltungsrate zu gewährleisten.

## Revisionen und Aktualisierungen
Eine wichtige Revision der Richtlinie 95/16/EG erfolgte durch die Richtlinie 2006/42/EG vom Mai 2006 über Maschinen. Diese Richtlinie änderte die Aufzugsrichtlinie, da für eine Anwendung der Maschinenrichtlinie auf Maschinen zur Personenbeförderung eine bessere Abgrenzung der von den beiden Richtlinien erfassten Produkte vorzunehmen war.
Die Richtlinie 95/16/EG wurde schließlich durch die Richtlinie 2014/33/EU des Europäischen Parlaments und des Rates vom 26. Februar 2014 zur Angleichung der Rechtsvorschriften der Mitgliedstaaten über Aufzüge und Sicherheitsbauteile für Aufzüge abgelöst. Die neue Richtlinie trat am 20. April 2016 in Kraft und ersetzte die Richtlinie 95/16/EG.
Die Richtlinie 2014/33/EU baut auf den Grundlagen der ursprünglichen Richtlinie auf, führt jedoch zusätzliche Anforderungen und Präzisierungen ein, um die Sicherheit von Aufzugsanlagen weiter zu verbessern und den technologischen Entwicklungen Rechnung zu tragen.
Ein wichtiger Aspekt der Aktualisierung der Richtlinie ist die Anpassung der technischen Spezifikationen durch die Annahme harmonisierter Normen. Diese Normen werden von europäischen Normungsorganisationen wie dem Europäischen Komitee für Normung (CEN) entwickelt und bieten Lösungen für die Erfüllung der wesentlichen Anforderungen der Richtlinie. Sie werden regelmäßig überprüft und aktualisiert, um den neuesten Stand der Technik widerzuspiegeln.